# Guerra della Confederazione
La guerra del confederazione (conosciuta in Perù come Guerra cilo-confederata) (1836-1839), è stato un conflitto combattuto fra la Confederazione Perù-Bolivia da un lato, e da Cile, Argentina dall'altro, combattuto perlopiù nel territorio attuale del Perù e che finì con la sconfitta della federazione e la dissoluzione della stessa.
La creazione nel 1836 della Confederazione Perù-Bolivia da parte di Andrés de Santa Cruz causò grandi preoccupazioni nelle nazioni confinanti. Il potenziale potere di questa nazione risvegliò l'opposizione dell'Argentina e soprattutto del Cile, non solo a causa dell'espansione territoriale della confederazione, ma anche per la pericolosa minaccia che uno stato così ricco avrebbe potuto significare in quell'area.
Diego Portales y Palazuelos, a quel tempo al potere sotto il presidente José Joaquín Prieto Vial, era molto preoccupato che la nuova confederazione potesse spezzare l'equilibrio dei poteri, costituendo una minaccia all'indipendenza del Cile, e così divenne immediatamente suo nemico.
Questa fu soltanto una delle ragioni della guerra. In realtà entrambe le nazioni erano in aspra competizione per il controllo delle rotte commerciali del Pacifico. I nord-peruviani inoltre consideravano la Confederazione una seria minaccia per i loro interessi economici.